# مارجو فيون
مارغو فيون (ولدت في 19 فبراير 1907 في القاهرة ، مصر - توفيت في 9 يونيو 2003 في القاهرة ، مصر)  فنانة سويسرية عاشت وعملت في القاهرة. هي معروفة أساسًا بلوحاتها الزيتية ، ولكنها أنتجت أيضًا أعمال بالألوان المائية ورسومات ومطبوعات وأشكال فنية أخرى.
ولدت مارغو فيلون في القاهرة عام 1907 لأب سويسري وأم نمساوية. كانت عائلتها ميسورة الحال ، وتعيش في فيلا بضاحية المعادي . بدأت مارجو في الرسم منذ صغرها ، وتبقى بعض رسوماتها من سنوات المراهقة في المجموعة بالجامعة الأمريكية بالقاهرة .  بعد التحاقها بالمدرسة في مصر وسويسرا ، انتقلت إلى باريس عام 1929 لدراسة الفنون الجميلة.  خلال إقامتها هناك ، تعرضت للحركات الفنية في ذلك الوقت ، بما في ذلك السريالية ، التي جربت بها لوحاتها. بقيت في باريس حتى عام 1932 ، ثم عادت إلى مصر ، حيث عاشت بقية حياتها ، رغم أنها سافرت كثيرًا ، وقضت فترات طويلة في إنجلترا والولايات المتحدة.  أقامت عدة معارض فردية في مصر وخارجها ، وحصلت على تقدير لرسوماتها أو المناظر الطبيعية والأشخاص المصريين. قبل وفاتها بفترة وجيزة ، أبرمت اتفاقية مع الجامعة الأمريكية في القاهرة للحفاظ على عملها. تم نقل مشغلها بالكامل إلى الجامعة الأمريكية بالقاهرة ، حيث ظل جزءًا من المجموعة الفنية بالجامعة. 

## المعارض
عرضت اعمال مارجو فيون في حوالي خمسين معرضا منذ عام 1928, خاصه في صالات العرض الفرديه و الجماعيه و المتاحف في مصر و خارجها ,و يتم تمثيل فنها في عدد من المجموعات الخاصه و المؤسسات التعليميه، بما في ذلك الجامعه الامريكيه في القاهره، والتي نظمت ايضا معارض كبيره لعملها في عام 1960 و عام 2001 .
كما يلي مجموعه من معارض مارجو فيون : 
- 1928 ، جمعية محبي النفون الجميلة (القاهرة)
- 1930 , جاليري فورستر (زيورخ)
- 1931 ، كونستهاوس زيورخ (زيورخ)
- 1932 ، جمعية محبي النفون الجميلة (القاهرة)
- 1932 ، لاتيلير الإسكندرية (الإسكندرية)
- 1933 ، جمعية محبي النفون الجميلة (القاهرة)
- 1933 غاليري فورستر (زيورخ)
- 1934 ، نادي الليسيوم (زيورخ)
- 1934 ، المعرض السنوي للجميعة السويسرية للفنون الجميلة (آراو [6] )
- 1935 ، جمعية محبي النفون الجميلة (القاهرة)
- عام 1936 ، المعرض القومي السويسري للفنون الجميلة (برن؟ )
- 1937 ، جمعية محبي النفون الجميلة (القاهرة)
- عام 1943 ، سيركل سويس (الإسكندرية)
- 1946 ، هيلمهاوس (زيورخ)
- 1947 ، القديس أناهوف (زيورخ)
- 1948 ، لاتيلير الإسكندرية (الإسكندرية)
- 1948 ، كونستهالي برن (برن)
- 1949 ، لاتيلير الإسكندرية (الإسكندرية)
- 1951 ، الليسيه الفرنسي (القاهرة)
- 1953 ، لاتيلير الإسكندرية (الإسكندرية)
- 1953 متحف الفن الحديث (القاهرة).
- 1954 ، سيركل سويس (الإسكندرية)
- 1955 متحف الفنون الجميلة (الإسكندرية)
- 1960 ، الجامعة الأمريكية بالقاهرة (القاهرة).
- 1964 جاليري لاوبلي (زيورخ)
- 1980 معرض ترافورد (لندن)
- 1982 الجامعة الأمريكية بالقاهرة.
- 1986 جالري مشربية (القاهرة).
- 1990 غاليري سونجال (زيورخ)
- 1993 بنك هيبوسويس (زيورخ)
- 1994 بانكو دي لوغانو (لوغانو)
- 1995 قاعة القاهرة برلين ـ القاهرة
- 1996 اسباس بالي (زيورخ)
- 1997 جاليرى القاهرة برلين ، القاهرة
- 1998 معرض القاهرة بقاعة برلين - القاهرة
- 1999 معرض القاهرة - برلين - القاهرة
- 2000 معرض القاهرة - برلين - القاهرة
- 2002 ، الجامعة الأمريكية بالقاهرة (القاهرة).

## كتب عن مارجو فيون
- - Ronfard, Bruno. Margo Veillon : Drawing Egypt from the Artistic Legacy Collection at the American University in Cairo. American University in Cairo Press 2013.
  - Ronfard, Bruno, ed. Margo Veillon: Witness of a Century. American University in Cairo Press, 2007.
  - John Rodenbeck. Nubia : Sketches Notes and Photographs. American University in Cairo Press, 2004.
  - Ronfard, Bruno. Margo Veillon : Painting Egypt : The Masterpiece Collection at the American University in Cairo. American University in Cairo Press 2003.
  - Ronfard, Bruno & Rodenbeck, John. Egyptian Festivals. American University in Cairo Press 2002.
  - Veillon Margo. The Drawings of Margo Veillon : A Diary. American University in Cairo 1996.
  - Hug Charlotte. Margo Veillon : Le Mouvement Éclaté : Travaux 1925 À 1996. Acatos 1996.
  - Veillon Margo et al. Margo Veillon : Une vie une oeuvre une passion. Aleph 1987.